# Azay-sur-Thouet
Azay-sur-Thouet è un comune francese di 1 100 abitanti situato nel dipartimento delle Deux-Sèvres nella regione della Nuova Aquitania.

## Società

### Evoluzione demografica
Abitanti censiti